# Йоан Рогерий Даласин
Йоан Рогерий Даласин (на средногръцки: Ιωάννης Ρογέριος Δαλασσηνός) е византийски аристократ от итало-нормански произход – кесар, зет на император Йоан II Комнин. През 1143 г. прави неуспешен опит да завземе властта със сила.

## Биография
Йоан Рогерий Даласин е син на норманския наемник Рожер, син на Дагоберт, който по време на византийско-норманските войни постъпва на служба при император Алексий I Комнин. Бащата на Йоан вероятно пристига в Константинопол като част от антуража на брат си Раул Вълчата кожа, за когото в Алексиада се казва, че през 1080 г. е изпратен като посланик в Константинопол от херцога на Апулия Робер Гискар, за да протестира срещу анулирането на годежа между Константин Дука Порфирогенит и дъщерята на херцога Олимпия (наричана в изворите Елена). Както изглежда, двамата братя не се завръщат в Италия, а остават в имперската столица, където чичото на Йоан Рогерий поставя началото на аристократичния византийски род на Раулите, които играят важна роля в политическия живот на империята през 13 – 14 в.
Майката на Йоан Рогерий Даласин е неизвестна по име византийка от престижния аристократичен род на Даласините, която вероятно е и роднина на майката на император Алексий I – Анна Даласина. Престижът на ромейската фамилия на майка му и родствените връзки с император Алексий I Комнин стават причина Йоан Рогерий да използва предимно фамилията на майка си, което личи от един намерен негов печат.
Роднинските връзки на Йоан с Комнините натежават и при избора му за съпруг на най-голямата от дъщерите на Йоан II Комнин – Мария Порфирогенита, за която се жени около 1121 г.. По този повод Йоан е удостоен от императора и с престижната дворцова титлата Паниперсеваст, а след смъртта на кесаря Никифор Вриений (†1137/38) императорът му дал и титлата Кесар.
За живота на Йоан Рогерий до 1143 г. не се знае почти нищо. Името му нашумява около смъртта на Йоан II Комнин, след чиято кончина Йоан Рогерий прави опит да завземе насила властта от Мануил I Комнин. В тази своя авантюра зетят на императора се ползва с подкрепата на част от дворцовия елит и на норманите в столицата, сред които изпъква пребиваващият в изгнание принц на Капуа – Робер II. Лоялна на своя брат, съпругата на Йоан издава конспирацията, след което Йоан е арестуван и изгонен от Константинопол.
Около смъртта на съпругата му Мария, някъде към 1146 – 1147 г., Йоан Рогерий е помилван от императора и е възстановен на предишната си позиция. Така през февруари 1147 г. името му се споменава сред участниците в синода във Влахернския дворец. През 1152 г. Йоан вече е управител на Струмица, а предишната година е изпратен от императора в Антиохия, за да иска ръката антиохийската принцеса Констанс, вдовицата на Раймон дьо Поатие. Въпреки престижната си титла и норманския си произход, Йоан не успява да се хареса на принцесата, която го намира за прекалено стар и избира за свой съпруг Райналд дьо Шатийон.
Йоан Рогерий се завръща в Константинопол, постъпва в манастир и завършва живота си като монах.
Йоан Рогерий Даласин и Мария Комнина имат четири деца:
- Андроник Комнин;
- Алексий Комнин;
- Анна Комнина;
- Теодора Комнина;